# Hom (huyện)
Hom là một huyện (muang, mường) thuộc tỉnh Xaisomboun ở trung Lào